# كأس العالم للسيدات 2035
كأس العالم للسيدات 2035 (بالإنجليزية: FIFA Women's World Cup 2035) هي النسخة الثانية عشرة من كأس العالم للسيدات، من البطولة الدولية التي تقام كل أربع سنوات ضمن منافسات كرة القدم النسائية التي تتنافس عليها منتخبات الوطنية لكرة القدم للسيدات التي تمثل الاتحادات الأعضاء في الفيفا. ستستضيف البطولة كل من إنجلترا وأيرلندا الشمالية واسكتلندا وويلز، وستكون البطولة الثانية التي يشارك فيها 48 منتخبًا وطنيًا. تمثل هذه البطولة المرة الأولى التي تستضيف فيها إنجلترا وأيرلندا الشمالية واسكتلندا وويلز كأس العالم للسيدات، وستكون أيضاً البطولة الرابعة في أوروبا بعد السويد في 1995، وألمانيا في 2011، وفرنسا في 2019. كما ستصبح إنجلترا ثامن دولة بعد السويد والولايات المتحدة وألمانيا وفرنسا وكندا والبرازيل والمكسيك، تستضيف كأس العالم للرجال والسيدات معاً، حيث استضافت الأولى في كأس العالم لكرة القدم 1966، وبذلك تكون أول بطولة الاتحاد الدولي لكرة القدم يستضيفها إنجلترا منذ 69 عاماً. ومن المقرر أيضاً أن تكون أول بطولة للفيفا تقام في أيرلندا الشمالية وويلز، وثاني بطولة تقام في اسكتلندا منذ بطولة العالم لكرة القدم تحت 18 سنة عام 1989.

## اختيار الدولة المضيفة
من المقرر أن يُحدد رسميًا اسم الدولة المضيفة لكأس العالم للسيدات 2031 خلال مؤتمر الفيفا السادس والسبعين في 30 أبريل 2026 في فانكوفر، أي بعد عامين من اختيار الدولة المضيفة لكأس العالم للسيدات 2027. في 5 مارس 2025، وافق مجلس الفيفا على لوائح العطاءات التي حصرت العطاءات على أعضاء الاتحاد الأوروبي لكرة القدم والاتحاد الأفريقي لكرة القدم.

- 31 مارس 2025: الاتحادات الأعضاء تُقدّم طلباتها لاستضافة كأس العالم للسيدات 2031 و2035.
- 30 أبريل 2025: الاتحادات الأعضاء تُؤكّد رغبتها في التقدّم بطلب استضافة كأس العالم للسيدات من خلال تقديم اتفاقية التقدّم بطلب الاستضافة.
- الربع الثاني من عام 2025: ورشة عمل وبرنامج مراقبين لتقديم طلبات الاستضافة.
- الربع الرابع من عام 2025: الاتحادات الأعضاء تُقدّم طلباتها إلى الاتحاد الدولي لكرة القدم (الفيفا).
- فبراير 2026: الفيفا يُنظّم زيارات تفتيش ميدانية للدول المُتقدّمة بطلبات الاستضافة.
- مايو 2026: نشر تقرير الفيفا لتقييم طلبات الاستضافة.
- الربع الثاني: تعيين مجلس الفيفا للطلبات المُقدّمة.
- 30 أبريل 2026: اختيار مُضيف/مُضيفات كأس العالم للسيدات 2031 و2035 من قِبَل كونغرس الفيفا في فانكوفر، كندا.

على الرغم من أن الدولة المضيفة لم يتم تأكيدها بعد، فقد تم الكشف عن العرض الوحيد المقدم. في 3 أبريل 2025، أعلن الاتحاد الدولي لكرة القدم أن عرض المملكة المتحدة لاستضافة كأس العالم هو العرض الوحيد الصالح للقبول. ومع ذلك، لم يُعلن الاتحاد الدولي لكرة القدم (فيفا) عن الدولة (أو الدول) المضيفة الرسمية. وسيمنح الفيفا حقوق التنظيم رسميًا في 30 أبريل/نيسان 2026، إذا استُوفيت شروط الاستضافة بعد عملية تقييم العروض.

## التنظيم
ستشهد البطولة كأس العالم للسيدات 2035 تنافس 48 فريقاً كجزء من التوسعة التي ستبدأ مع بطولة كأس العالم للسيدات 2031.

## الملاعب
في وثيقة متطلبات الاستضافة، اشترط الاتحاد الدولي لكرة القدم (فيفا) أن تضم البطولة، التي تضم 32 فريقًا، ثمانية ملاعب على الأقل، خمسة منها على الأقل جاهزة. وتبلغ سعة الملاعب 20,000 مقعد لمعظم المباريات، و40,000 لمباريات نصف النهائي، و65,000 لمباراتي الافتتاح والنهائي. ومع ذلك، سيتم إجراء تغييرات إضافية لاستيعاب التوسع إلى 48 فريقًا. أعرب مانشستر يونايتد عن اهتمامه باستضافة مباراة النهائي في ملعبه الذي لم سيتم بناؤه لاحقاً والذي يتسع 100 ألف مقعد.

## المنتخبات

### التصفيات
تنظم الاتحادات القارية التابعة للاتحاد الدولي لكرة القدم مسابقات التصفيات الخاصة بها، باستثناء الكاف والكونكاكاف  التي تتأهل الفرق من خلال البطولات القارية. تحصل المنتخبات المضيفة إنجلترا، واسكتلندا، وويلز، وأيرلندا الشمالية على التأهل التلقائي للبطولة، مما يترك معظم المنتخبات المتبقية قائمة المنتخبات الوطنية النسائية لكرة القدم للسيدات الأعضاء في الاتحاد الدولي لكرة القدم مؤهلة لدخول التصفيات إذا اختارت ذلك. ستشارك ويلز وأيرلندا الشمالية لأول مرة على الإطلاق، ولكن قد تتأهلان في 2027 أو 2031.
أعلن مجلس الفيفا عن تخصيص المقاعد الموضحة أدناه في أبريل 2025. وسيتم تخصيص مقعد الدولة المضيفة مباشرةً من الحصص المخصصة لاتحادها القاري.
- الاتحاد الآسيوي لكرة القدم (آسيا):
- الكاف (أفريقيا): لم يُحدد بعد
- الكونكاكاف (أمريكا الشمالية، أمريكا الوسطى والكاريبي): لم يُحدد بعد
- كونميبول (أمريكا الجنوبية): لم يُحدد بعد
- أوقيانوسيا : لم يُحدد بعد
- الاتحاد الأوروبي لكرة القدم (أوروبا): (بما في ذلك الدول المضيفة المشاركة: إنجلترا، أيرلندا الشمالية، اسكتلندا، وويلز)
- بطولة تصفيات بين الاتحادات القارية: لم يُحدد بعد

### المنتخبات المتأهلة
| المنتخب          | تأهل كـ        | تاريخ التأهل | عدد المشاركات في النهائيات | آخر مشاركة     | أفضل أداء سابق         |
| ---------------- | -------------- | ------------ | -------------------------- | -------------- | ---------------------- |
| إنجلترا          | استضافة مشتركة | 2025 أبريل 3 |                            | 2023/2027/2031 | الوصيف (2023)          |
| أيرلندا الشمالية | استضافة مشتركة | 2025 أبريل 3 |                            | 2027 / 2031    | أول مرة                |
| إسكتلندا         | استضافة مشتركة | 2025 أبريل 3 |                            | 2019/2027/2031 | مرحلة المجموعات (2019) |
| ويلز             | استضافة مشتركة | 2025 أبريل 3 |                            | 2027/2031      | أول مرة                |

ملاحظة
1. ↑  في 3 أبريل 2025، أعلن الاتحاد الدولي لكرة القدم (فيفا) أن عرض إنجلترا وأيرلندا الشمالية واسكتلندا وويلز هو العرض الوحيد الصالح، ومع ذلك، سيتم تعيين المضيف الرسمي رسميًا في 30 أبريل 2026.